# Brahim Hafidi
Pour les articles homonymes, voir Hafidi.
Brahim Hafidi (en arabe : ابراهيم حفيدي), né le 1er janvier 1955 à Biougra, dans la Province de Chtouka-Aït Baha est un haut fonctionnaire et un homme politique marocain, président du conseil régional du Souss-Massa-Drâa de 2009 à 2021 et de l'Agence nationale de développement des zones de l'Oasis et de l'Arganeraie (ANDZOA).